# Chrysopa perla
Chrysopa perla là một loài côn trùng trong họ Chrysopidae thuộc bộ Neuroptera. Loài này được Linnaeus miêu tả năm 1758.
Loài này phổ biến ở hầu hết châu Âu và ở các vùng ôn đới của châu Á.
Loài này thích khu vực mát mẻ và râm mát, chủ yếu là trong rừng rụng lá, rừng ẩm ướt, mép rừng, hàng rào, đồng cỏ cây bụi và cây bụi. Con trưởng thành dài đến 10–12 milimét (0,39–0,47 in) với sải cánh 25–30 milimét (0,98–1,18 in). Màu cơ bản của cơ thể là màu xanh lá cây. Cánh xanh lá cây-xanh lam với các vân đen. Chúng chuyển qua màu vàng nhạt vào mùa Đông. Nhiều vết đen xuất hiện trên đầu, ngực và dưới bụng. The second antennal segment is black. Loài này khá giống với Chrysopa dorsalis, với một đốm nhạt hình ô van giữa các mắt, mà hơi tròn ở C. perla.

## Hình ảnh

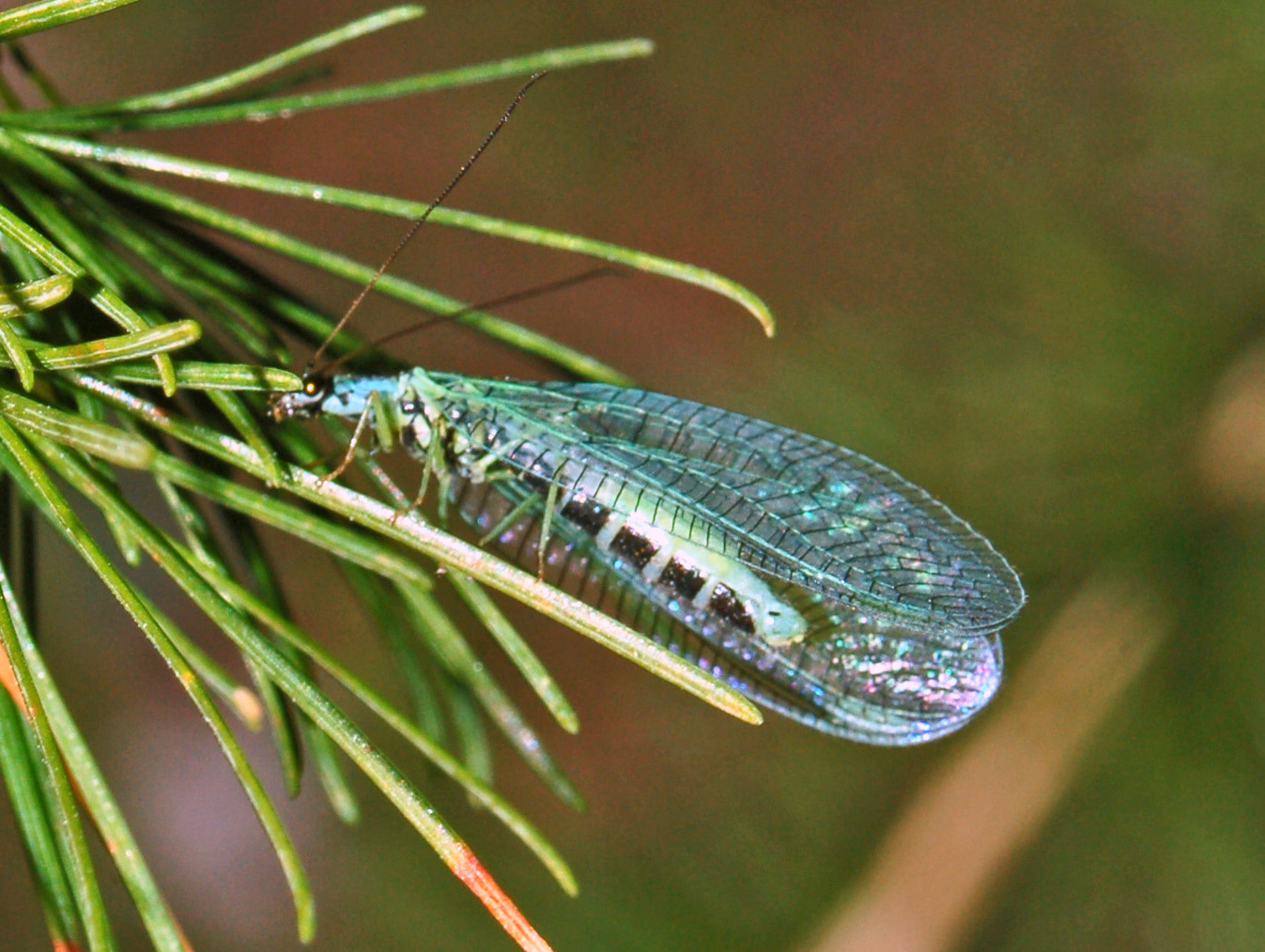
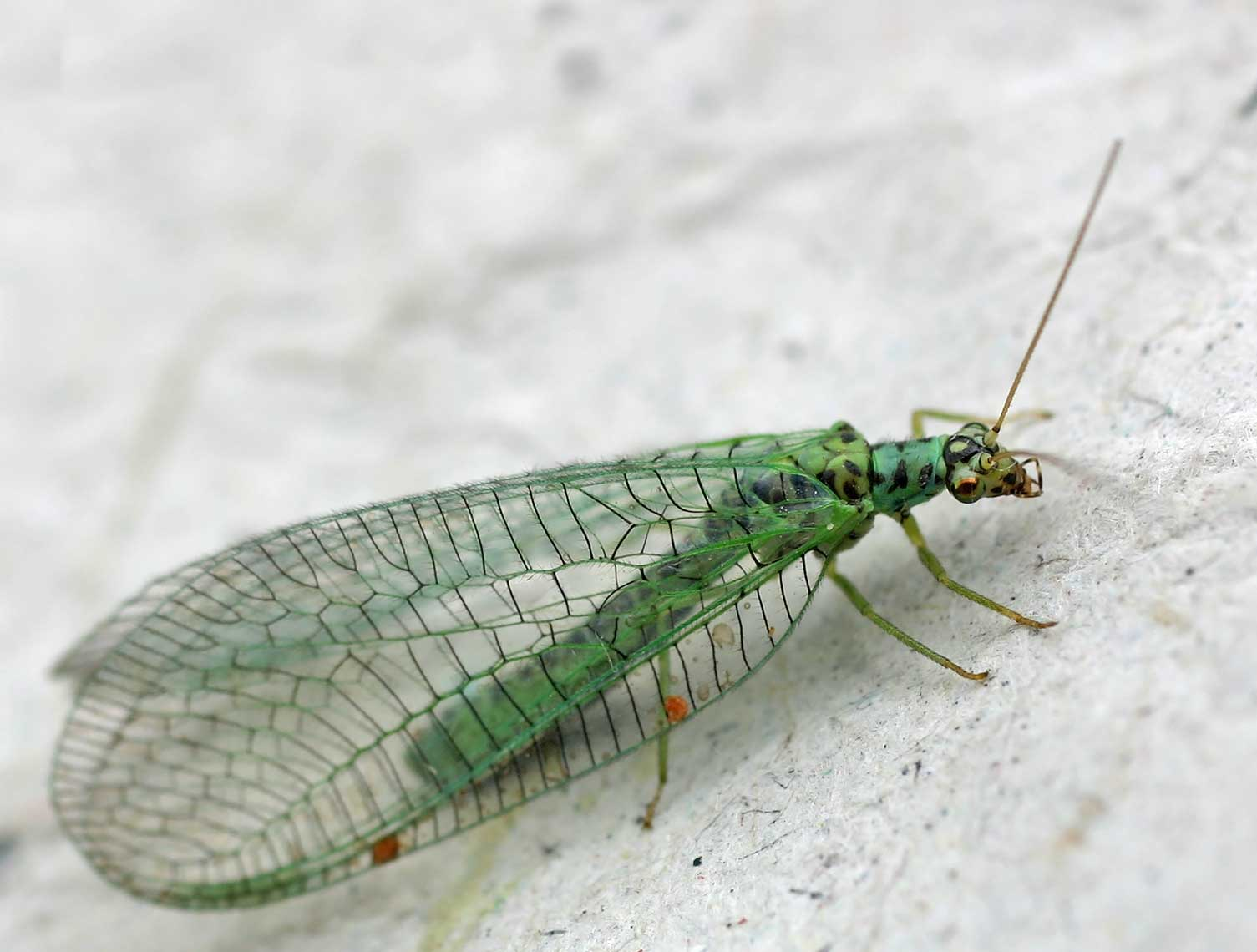
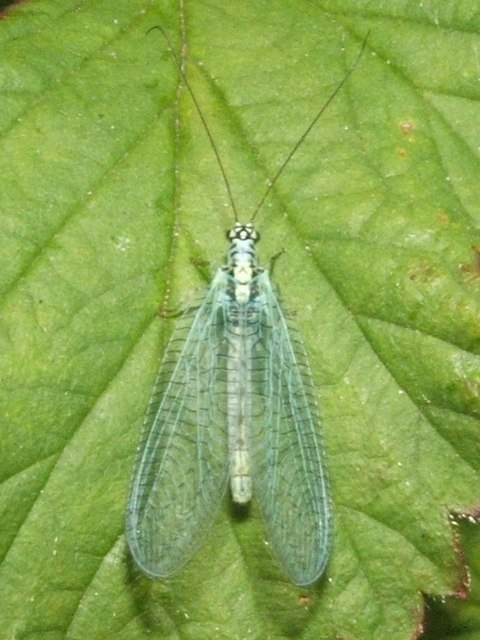